# Ardit Shehaj
Ardit Shehaj (Valona, 23 settembre 1990) è un ex calciatore albanese, di ruolo attaccante.

## Palmarès

### Club

#### Competizioni nazionali
- Coppa d'Albania: 2

Flamurtari Valona: 2008-2009, 2013-2014